# 寝屋川市立友呂岐中学校
寝屋川市立友呂岐中学校（ねやがわしりつ ともろぎちゅうがっこう）は、大阪府寝屋川市日新町にある公立中学校。通称は友中(ともちゅう)。
1983年、地域の都市化・ベッドタウン化に伴う人口および生徒数の急増により鹿島建設大阪工作所跡に開校した。

## 沿革
- 1983年
  - 4月1日 - 寝屋川市立第三中学校より分離開校。当初は寝屋川市立木屋小学校・寝屋川市立石津小学校の2ヶ所に仮校舎を設置。
  - 10月22日 - 校舎完成、この日を創立記念日とする。
  - 12月27日 - 現在地に移転。
- 1986年4月1日 - 道徳教育の研究校に指定される。
- 1989年4月1日 - 養護学級設置。
- 1990年10月11日 - 図書室竣工。
- 1992年12月20日 - コンピュータ室竣工。
- 1994年9月13日 - 情操教室竣工。
- 2003年7月10日 - ビオトープ完成。

## 通学区域
- 寝屋川市立木屋小学校・寝屋川市立石津小学校の通学区域。
  - 寝屋川市 池田北町、香里西之町、木屋町、木屋元町、太間町、太間東町、豊里町、石津中町、石津東町、石津元町、日新町。

## 交通
- 京阪本線香里園駅 南西へ約1.2km。
- 京阪バス 友呂岐中バス停。